# Тарасово (Старожиловский район)
Тарасово — деревня в Старожиловском районе Рязанской области, входит в состав Мелекшинского сельского поселения.

## География
Деревня расположена на берегу реки Итья в 8 км на северо-запад от центра поселения деревни Мелекшино и в 20 км на юго-восток от райцентра рабочего посёлка Старожилово.

## История
Тарасово в качестве деревни упоминается в писцовых и платежных книгах 1628 и 1629 годов, где оно значится за Иваном и Михаилом Петровыми детьми Вердеревского. По окладным книгам 1676 года оно также значится деревней, входившей в состав прихода Овсянниковского. Отдельная Спасская церковь с приделом Владимирским построена в селе в 1768 году помещицей Дарьей Петровной Агибаловой, которая в  1835 году была возобновлена. В 1854 году на сборные деньги построена деревянная церковь того же храмонаименования. 
В XIX — начале XX века село входило в состав Соболевской волости Пронского уезда Рязанской губернии. В 1906 году в селе было 32 двора.
С 1929 года деревня входила в состав Лукинского сельсовета Старожиловского района Рязанского округа Московской области, с 1937 года — в составе Рязанской области, с 2005 года — в составе Мелекшинского сельского поселения.

## Население
| 1859 | 1906 | 2010 |
| ---- | ---- | ---- |
| 220  | ↗282 | ↘11  |